# Sarcodexiopsis
Sarcodexiopsis is een vliegengeslacht uit de familie van de dambordvliegen (Sarcophagidae).

## Soorten
- S. servilis (Aldrich, 1916)
- S. welchi (Hall, 1930)